# 蘇進強
蘇進強（1953年4月5日－），筆名履彊，臺灣雲林縣褒忠鄉人，中華民國陸軍退役上校、詩人、學者、小說家與政治人物，曾任部隊指揮官，現任台灣新故鄉智庫協會秘書長。早年投身軍伍，1969年以中華民國陸軍士官學校常士11期第一名畢業後保送陸軍軍官學校就學，最後於三軍大學戰略研究班畢業，服務中華民國陸軍二十餘年，經歷陸軍士官學校教官、參謀、指揮官，於1990年退役。
在軍中，蘇進強便常執筆寫作，曾經八度獲得國軍文藝金像獎、兩度陸軍文藝金獅獎與中國文藝獎章、中國時報文學獎、聯合報小說獎(兩次)、吳濁流文學獎等。自軍中退伍後，轉任張榮發基金會國家政策研究中心（國策研究院文教基金會前身）研究員、南華大學和平與戰略研究中心主任，並且擔任《台灣時報》總主筆；之後，也出任國家安全會議諮詢委員。在文學社團的參與上，蘇進強是陽光小集成員。2003年並獲哈薩克國立大學榮譽文學博士學位。曾擔任台灣團結聯盟黨主席、國安會諮詢委員、總統府人權諮詢委員會委員、中華教育文化經貿促進總會榮譽總會長，目前專職寫作。
2014年因發表親中言論，嚴重違背台聯一貫捍衛台灣的立場，被開除黨籍。

## 重要經歷
曾任國策研究中心研究員、台灣團結聯盟黨主席、南華大學和平與戰略研究中心主任暨非營利組織研究所教授、台灣新聞報及台灣時報社長兼總主筆、國安會諮詢委員、中華文化復興總會秘書長、總統府人權諮詢委員會委員、台灣原鄉文化暨社區發展協會會長、新時代智庫協會會長、台灣青年數位文化創新協會理事長、金馬台澎兩岸交流協會會長、兩岸和平文化藝術聯盟副主席、國策研究院資深顧問、中華教育文化經貿促進總會榮譽總會長。

## 早年生活
1953年4月5日蘇進強出生于雲林縣褒忠鄉，家中以務農為生。1969年，進入陸軍第一士官學校常備士官班第11期。1972年，以第一名成績自陸軍第一士官學校常備士官班砲兵科畢業，擔任陸軍砲兵學校中士助教。同年夏天，並進入陸軍步兵學校體幹部第六期，接受跆拳道訓練，並寫作不輟；1973年9月，蘇進強保送陸軍官校正期班46期。1986年春，入三軍大學正規班受訓。1987年7月，自三軍大學戰略研究班畢業，分發至屏東野戰部隊，戍守屏東、台東海防。1990年8月19日，離別22年軍旅生涯，退伍後除寫作外，並投入媒體、政治、文化工作。

## 文化工作

### 台灣文化會館基金會
2011年12月，應邀擔任「財團法人台灣文化會館基金會」執行長，接受〈新新聞〉專訪，宣布今後對政治抱持「只關心、不參與」的立場，謝絕包括台聯在內的政黨邀約與活動，回歸文化人、作家的角色。會館開幕同時，並於台中市「台灣文化會館」舉辦「美麗台灣，名家聯展」，參展藝術家包括陳銀輝、王守英、紀宗仁、施並錫、郭林勇、陳陽熙、楊嚴囊、鄭杏芝、蔡正一、莊明中、王迎春、白滄沂等人。開幕當天，時任蕭萬長副總統前往出席「財團法人臺灣文化會館基金會」成立暨「美麗臺灣名家聯展」揭幕典禮，除祝賀該基金會會務運作順利，並期許該基金會本著「愛臺灣的心」，繼續為臺灣這塊土地上的人民及文化盡心盡力。
2012年7月於台灣文化會館策劃展出「島嶼思維的〈台灣當代水墨展〉」，展出名家包括黃朝湖、袁金塔、李振明、程代勒、莊連東、張富峻等人。9月與台北印象畫廊合作，於台中市「台灣文化會館」舉辦「台灣當代藝術．抽象．新表現」畫展。同月，應邀赴中國大陸江蘇省崑山市參加2012年海峽兩岸企業家紫金山峰會「台商精神家園建設」專題論壇，首度於大陸公開發表「從台灣社區營造經驗，看大陸文明社會的未來發展」，強調台灣社造經驗與公民社會發展。
2013年3月以執行長身份參加台灣文化會館基金會與北京「中國美術館」、「中國國家畫院」、「全國臺灣同胞聯誼會」共同舉辦「美麗台灣：台灣近現代名家經典作品」，展出作品包括張大千、溥心儀、黃君璧與⋯⋯等自1911－2011年間台灣畫家141位，作品147幅，本項展覽由台北藝術大學教授廖仁義擔任策展人。4月延續前項展覽於上海「中華藝術宮」（原上海美術館）展出。6月辭卸「台灣文化會館基金會」執行長，應呂秀蓮前副總統之邀，擔任《玉山週報》與佛光山佛陀紀念館合辦之「台灣21名家聯展」總策劃。

## 學術研究
1991年，於中央日報發表「波灣風雲不等同台海浪濤」專文，從地緣政治觀點分析波灣戰爭與台海局勢，獲李登輝總統讚賞，除召見垂詢外，並推荐至民間智庫張榮發基金會「國家政策研究中心」任職。4月，獲聘張榮發基金會「國家政策研究中心」任政策研究員、國防小組召集人暨「國策雙週刊」主編。6月，完成傳記《風骨嶙峋──臺灣反抗運動先驅蔡培火傳》由「近代中國出版社」出版。7月，應聘兼任文化總會《活水》雙週刊總編輯。
1992年，除專任國策中心政策研究員，發表多篇有關國防政策、安全戰略、國防預算論文外，仍兼任文化總會主任秘書，負責專案企劃及重要文稿撰寫。編著《親愛相守》叢書十冊，由文建會出版；《文化藥包》叢書四冊由文化總會出版。
應中央日報「星期週刊」總編輯古蒙仁之邀，撰寫中外名將簡傳「百戰英雄」專欄。
1993年撰寫學術論文〈台海潛在軍事衝突評估〉、〈大陸劫機來台的問題與對策〉等，獲國內各大媒體報導、轉載。
1995年受邀擔任各媒體軍事評論專欄、台海安全議題社論主筆，並陸續發表多篇國防學術論文。受聘台北市政府公訓中心擔任「危機處理」專題班講座教授，課程包括「危機處理與危機傳播」、「市政危機處理狀況演練」、「台海安全的危機管理與預防」等，授課對象包括市府各級公務員與警消人員。學術論文集《台海安全與國防改革》由業強出版社出版，並列為國策中心智庫叢書，為國內首部由民間出版之國防學術論著。
1996年發表〈台灣安全與國軍兵力結構〉等論文，並經常受媒體專訪台海安全問題。
1998年赴美國哈佛大學費正清中心發表「列寧式政權民主化過程中的軍政關係 – 台灣的發展經驗」，深獲好評。同年編撰文化總會「歡喜新台灣」系列叢書，並受聘為南華管理學院和平與戰略研究中心主任。
1999年1月，主編《全民看國防》學術期刊。
2000年，發表多篇國防學術論文，為朝野總統候選人引用為「國防政策」白皮書內容。應文化總會、農委會之邀，編輯「欣欣向農 – 台灣土地願景」叢書。
2003年9月，學術論文〈全球化下的台海安全〉由揚智出版社印行，國安會秘書長康寧祥、國防部長湯曜明、淡江大學戰略所所長黃介正等人，分別為本書撰寫推荐序文。
2004年1月，考選部敦聘為國軍上校以上軍官外職停役轉任公務人員檢覈委員會委員。3月，應中國時報之邀參加由林聖芬社長主持之「兩岸防止軍事衝突之探討」研討會，與會人士包括黃介正、袁易、俞雨霖等人，主張兩岸宜架構「信心建立措施」以維持台海和平穩定。同年8月應聘南華大學管理學院非營利事業管理研究所兼任副教授，講授「危機管理」與「社區營造」課程。
2009年12月，擔任「國家展望文教基金會」暨「新世紀文教基金會」董事。
2010年應財團法人「國家政策研究院」田弘茂院長之邀，擔任不支薪資深顧問暨資深研究員。

## 媒體工作
1996年，擔任台灣時報總主筆，負責言論部門；並擔任全民衞視《軍中講》電視節目主持人。
1997年受民視之邀，主持「全民看國防」電視節目，為國內唯一以國防安全為主題之新聞性現場節目，邀請現、退役將校與國內學者專家，針對軍中管教、軍中人權、軍民關係、軍隊文化、國防政策、台海安全與和平、危機管理等問題，舉行電視座談，每週六下午二時至四時，座談內容並於次週一由台灣時報全版刊登，開啓平面媒體與電子媒體合作風氣之先，並建構軍隊與社會良性互動平台，對改善軍中管教，尤具助益，深獲各界好評。
2000年繼續擔任台灣時報總主筆，七月，擔任「台灣新聞報」民營化後首任社長兼總主筆，董事長為張瑞德先生。
2007年7月，接任台灣時報社長，並兼任總主筆，同時宣示，《台灣時報》不會也不可能變成任何政黨的文宣工具，仍將秉持既有的「無黨無派，就事論事」之台灣主體立場，報導新聞、針砭時弊。9月國、民兩黨總統候選人馬英九、謝長廷等人，分別拜訪台灣時報，並接受專訪。
2008年10月，請辭台灣時報社長兼總主筆，並受聘為有線電視《台灣藝術電視台》董事長。隔年參與呂秀蓮前副總統創辦之《玉山週報》，並代表台藝台捐款新台幣壹佰萬元贊助。

## 政治工作

### 柏楊與《人權紀念碑》
1998年2月，應人權基金會董事長柏楊先生之邀，擔任基金會董事暨「綠島垂涙碑」建碑委員。5月，偕同作家柏楊、盧世祥、周碧瑟教授等人赴行政院拜會行政院長蕭萬長，會談籌建綠島人權紀念碑事宜，蕭院長並建議將《綠島垂涙碑》更名為《人權紀念碑》，並將建碑地點與原「綠洲山莊」，整合成「人權紀念公園」，落成後再交由林務局東管處管理、維護，柏楊欣然同意。
11月，偕人權教育基金會董事長作家柏楊、執行長周碧瑟、董事曾志朗、盧世祥、王榮文等人赴總統府拜會李登輝總統，簡報綠島人權紀念碑籌建事宜，李總統宣布將捐出著作〈台灣的主張〉版稅新台幣壹千萬元資助紀念碑工程費用。
12月，偕人權教育基金會董事長柏楊暨夫人，與執行長周碧瑟、董事會成員赴綠島參加人權紀念碑動土典禮，典禮由時任行政院長蕭萬長先生主持。時任李登輝前總統並於12月29日接見「人權教育基金會」人權紀念碑建碑委員柏楊、周碧瑟、王榮文、黃日燦、張鴻仁、周俊吉、吳祥輝、曾志朗、蘇進強、洪清慶。李前總統表示，我們要告別悲情，從悲情中尋找幸福，如此悲哀也會變成幸福，這就是他提出新台灣人的意義。「我們要把不同的文化全部融合起來，從中建立新的文化，追尋幸福，把悲哀變成幸福」，因此，總統期許國人要讓過去不快的悲情歷史結束，建立一個成熟、有愛心、關懷、有教養的社會。
1999年12月，綠島人權紀念碑落成，由李登輝前總統與作家柏楊共同揭幕，紀念碑刻上柏楊詩文：
```
    在那個時代
    有多少母親為她們囚禁在這個島上的孩子
    長夜哭泣
```

紀念碑上並鐫刻二二八事件、白色恐怖受難者名單。
2007年12月，偕蕭萬長先生至新店花園新城探視、慰問臥病的作家柏楊。
2018年8月，論文〈心懷寬厚行孝道——柏楊的家庭與婚姻觀〉於中時人間副刊「柏楊逝世十周年」特別企劃專輯刊出。

### 總統府人權諮詢小組
2000年10月，陳前總統任命副總統呂秀蓮女士為總統府人權諮詢小組召集人，並聘請蘇進強為總統府人權諮詢小組諮詢委員之一，為保障及提昇國內人權，推動參與國際人權活動，宣導人權思想，適時提供總統相關之諮詢與建議。
廿一位諮詢委員均為對人權有專精及貢獻之傑出人士，包括（依姓氏筆劃順序）：尤美女（律師）、利格拉樂．阿　（台中縣彌互團隊部落重建協進會秘書長）、邱晃泉（律師）、邵慶明（台灣世界展望會會長）、柏楊（作家）、陳三兒（律師）、陳隆志（陳隆志新世紀文教基金會董事長）、陳耀昌（台大醫學院教授兼法醫學科主任）、柴松林（中國人權協會理事長）、黃默（東吳大學政治系教授）、黃文雄（前台灣人權促進會會長）、許世楷（日本京田墊大學政治系名譽教授）、莊國明（律師）、單國璽（天主教樞機主教）、賀德芬（台大法律系教授）、楊憲宏（英文台灣新聞報社長）、蔡明殿（前國際特赦組織中華民國總會秘書長）、羅榮光（台灣基督長老教會總會總幹事）、釋淨耀（財團法人淨化社會文教基金會董事長）、蘇友辰 （律師）、蘇進強（台灣時報總主筆）。

### 國家安全會議
2002年1月，受陳水扁總統任命，擔任「國家安全會議」諮詢委員一職，嗣後並兼任國安會發言人。諮詢委員包括陳永成、賴幸媛、柯承亨、林中斌等五人。12月，奉命率團至哈薩克共和國訪問，團員包括經濟部次長陳瑞龍、國科會副主委謝清志、中油董事長陳朝威暨外貿協會代表、台大、政大教授多人，除洽談台哈雙邊經貿、文化交流外，並應邀赴哈蕯克國立大學專題演講並接受榮譽文學博士學位。

### 文化總會
2003年8月，請辭國安會諮詢委員，並由總統兼會長陳水扁聘任為中華文化復興運動總會秘書長，並親自主持《走讀台灣》編輯企畫，邀請各縣市報導文學作家參與寫作。
2004年2月，偕陳水扁總統參加雲林縣褒忠鄕馬鳴山「鎮安宮」五年千歲遶境祈福大遊行「吃飯擔，保平安」活動。8月，在文化總會秘書長蘇進強及青年委員會主委侯文詠的建議與時任陳水扁總統的全力支持下，與總統府共同舉行「總統青年人文講座」。總統不但相當重視這個活動，更希望藉著推出人文講座重拾國人對文化的注意力。10月，陪同陳總統頒授資深文學家柏楊、鍾肇政、葉石濤、琦君及齊邦媛二等卿雲勳章各乙座，以表彰渠等畢生致力文學創作、豐富社會人心所作之貢獻。
任內籌劃辦理了包括「總統文化獎」、「台灣之歌」詞曲徵選、推廣經典教育、台灣前衛藝術展、網路藝術城邦、人權婚禮、「玉山學」活動、文化講座等相關節目，不但讓國人感受到文化總會與時俱進的創新能力，也展現深厚的內涵與活力。

### 台灣團結聯盟
2001年1月，除繼續擔任台灣新聞報社長兼總主筆外，並與李前總統、蕭萬長前院長等朝野人士，討論時局發展。3月，受李前總統之命，參與籌備「全國工商產業聯盟」，並負責文宣、祕書處事宜，聯盟於31日假台中市僑泰飯店召開成立大會，推舉前副總統蕭萬長為會長，全國工業區廠商聯誼會會長黃宗源先生為副會長，前總統李登輝先生為名譽會長，與會之全國工商團體負責人達一千二百餘人，並決議以政治團體名義推派立委候選人，參加年底立委選舉。
4月，「全國工商産業聯盟」決議改組為「台灣團結聯盟」黨，受前總統李登輝先生之命，指派為新政黨秘書長並參與政黨籌組事宜，前行政院長蕭萬長則不再參與新政黨事務，改由前內政部長黃主文擔任主席。8月，新政黨正式立案成立，並提名39位立委候選人，辭卸台灣新聞報社長職務，專任台聯黨秘書長兼文宣部主任，全力輔選並負責文宣、活動企劃事宜。12月，第八屆立委選舉，台聯黨獲十三席立委，選後請辭台聯黨秘書長職務，旋後陳水扁總統即特聘為國安會諮詢委員。
2004年12月第六屆立委選舉，台聯黨選舉結果不如預期，黨主席黃主文請辭，受精神領袖李前總統力邀，雖多次婉拒，並以「何德何能，絕不可能」，公開宣示堅辭立場，後由李前總統親向陳水扁總統「要人」，始不得不重返黨職。
2005年1月，正式接任台聯黨第二任主席一職，民進黨秘書長張俊雄、副秘書長李應元、鍾佳濱親往台聯黨部拜會，洽談政黨合作事宜。4月清明節前夕率團赴日訪問，並至靖國神社參拜日據時期台籍老兵英靈，引發統派人士批評與抗議。5月帶領台聯黨參與任務型國代選舉，並重申反對「單一選區兩票制」修憲案，投票結果台聯黨得票率僅次於國、民兩黨，躍升為國內第三大黨。6月以台聯黨主席身份，公開宣示不排斥加入陳水扁總統宣示成立的「兩岸和平發展委員會」，同時主張「兩岸交流不必預設統獨立場」，且不能違背尊嚴、對等、和平、民主原則，並呼籲中共在國際組織應該對台釋出善意，同時期待朝野各界共商大陸對台方針對策。
2006年5月，台聯黨提名北、高市長候選人周玉蔻、羅志明暨市議員趙天麟、簡余晏等人。8月北、高市長、市議員候選人選舉活動正式展開。12月北高市長、市議員選舉結果不如預期，宣布請辭黨主席，嗣後，依預定行程率領台聯黨公職人員訪英，拜會英國國會暨台灣僑胞，並至倫敦政經學院等地參訪。訪英期間，李前總統親電慰留，並要求提前返台，然蘇進強辭意甚堅，返台後仍再度公開宣布請辭台聯黨主席，雖獲李前總統三度慰留，仍堅持辭意。
2007年1月自台聯黨主席職位卸任，公開宣示不再參與台聯任何黨務活動，形同退出台聯。台聯黨主席由黃崑輝繼任。

### 建國百年基金會
2009年11月，應蕭萬長副總統之邀，與作家平路、財金專家宋文淇共同擔任「財團法人中華民國建國一百年基金會」顧問，基金會董事長為蕭萬長，執行長由文建會主委盛治仁兼任。
2011年8月23日，赴金門參加「和平鐘」揭幕活動。9月參加「中華民國建國一百年基金會」委託「國策研究院文教基金會」之「民主論壇系列活動」及「中華民國再創奇蹟」國際研討會，以及「台灣非政府組織的國際參與」高峰論壇。
2011年12月17日，陪同時任蕭萬長副總統出席「百年奉獻，愛在臺灣」暨「2030未來夢想家」揭幕儀式暨感恩園遊會，並與行政院文建會副主委李仁芳、教育部國教司長黃子騰、臺灣公益組織教育基金會董事長王振軒等人共同為「時空膠囊」進行揭幕儀式。

### 兩岸交流
2013年9月，公開倡議馬英九總統恢復適用「國統綱領」，以建立兩岸互信機制。11月接受中國華藝廣播公司之邀，參加「兩岸文化沙龍」專題演講，呼籲兩岸加強文化交流，倡議以「尊重、包容、欣賞、分享」的王道精神，做為兩岸和平發展、增進兩岸互信、化解紛爭的活水。
2014年2月應邀參加「連習會」，主張兩岸和平發展，並以加強兩岸基層交流，奠定兩岸社會互信的基礎。因主張兩岸和平交流與建立兩岸互信，3月與台聯黨正式決裂。12月擔任「金馬台澎兩岸交流協會」會長，並率團參訪北京社區發展現況，並推廣台灣社區營造成果。
2016年擔任台灣文化暨社區發展協會理事長，持續推動國內社區發展與地方創生，並與北京海峽兩岸民間交流促進會、北京海峽兩岸社區發展研究中心合作辦理「京台社區論壇」，推動兩岸基層社區交流活動。

## 文學創作
蘇進強以筆名履彊寫作小說，將寫實風格與鄉土文學作出結合，曾參與《綠地》詩刊創刊，為「陽光小集」詩人，遊走詩、散文、小說各種文類。曾八度獲得國軍文藝金像獎及八十年度吳濁流文學獎、中國時報第四屆文學獎、聯合報第三、第六屆小說獎、中國文藝獎章。蘇進強除軍事、國家安全的專業著作之外，並著有短篇小說集《楊桃樹》、《江山有待》，中篇小說《春風有情》、《春訊》，長篇小說《水勢》、《江山兒女》，散文集《讓愛自由》、《鄉關何處》等三十餘冊。其中，以短篇小說《楊桃樹》獲得《聯合報》第六屆（1981年）短篇小說獎（並入選年度小說獎），同時被國立編譯館選入台灣的國民中學國文課本（分為上下兩課），《老楊和他的女人》等作品亦被翻譯成英文、俄文等多國文字。
1970年，開始寫作、投稿，除於校刊投稿外，第一首詩〈美之惑〉發表於羊令野先生主編之《詩隊伍》，並在《青年戰士報》胡秀（呼嘯）先生主編之新文藝副刊發表多篇散文，獲羊、胡兩位先生鼓勵甚大，寫作不輟。
1972年，短篇小說〈新添上瓦的小屋〉、〈那一渠大圳〉、〈祭〉、〈病〉等發表於聯合報副刊，〈宋班長〉於中央日報副刊，𡿨邊界之蟻〉於中國時報人間副刊。
1973年，發表短篇小說〈青漢伯〉、〈追〉於中國時報人間副刊，並有多篇小說、散文發表於中央日報副刊、新生報副刊、文壇雜誌等。
1974年，擔任陸軍官校正期班文藝社社長，並獲全國大專院校詩刊朗誦第一名，同時於校刊《黃埔週報》主編〈江弦〉詩頁。短篇小說〈豬〉、〈番通仔的一天〉發表於聯合報副刊。
1975年，與詩友莊錫釗、傅文正、許振江等人，創辦《綠地》詩刊，發表「思念」、「葦」、「那是誰人」、「絕唱」、「早晨的班攻擊」、「千柱香」、「然而」、「回家」、「漸感悲愁的大地」等。獲前輩詩人羊令野不啻讚賞鼓勵，詩作均發表於羊令野主編之《詩隊伍》以及小草詩刊、草根詩刊、大海洋詩刊、山水、黃埔週報、陽光小集等。同年，獲大專新詩、散文比賽第一、二名。
1976年，短篇小說〈赤腳的滋味〉發表於《台灣文藝》。
1977年，陸軍官校畢業。七月，短篇小說〈榕〉發表於聯合報副刊，十月以短篇小說〈雪融千里〉獲「國軍文藝金像獎」短篇小說銀像獎（金像獎從缺）。
1978年：4月由皇冠出版社出版短篇小說集《飛翔之鷹》。5月，散文集《紛飛》由德馨室出版社印行；小說〈蠱〉發表於鍾肇政先生主編之民眾日報副刊，並獲葉石濤、彭瑞金推介，入選《一九七八台灣小說選》。7月，小說集《鄉垣近事》由德馨室出版社印行，小說家呼嘯以〈燦爛的起點〉為序。8月，以散文「伏擊」獲陸軍第六屆文藝金獅奬。9月，短篇小說〈榕〉獲「聯合報第三屆小說獎」。10月，長篇小說〈水勢〉獲「國軍文藝金像獎」長篇小說銀像獎。
1979年，以〈春訊〉獲國軍第十五屆中篇小說金像獎，〈排附與我〉獲短篇小說銀像獎。同年《綠地詩刊》停刊。
1980年，以〈生命之歌〉獲國軍第十六屆短篇小說金像獎。
1981年：〈鑼鼓歌〉入選《台灣文藝小說選》，同年12月，短篇小說集《鑼鼓歌》由蓬萊出版社出版。9月〈楊桃樹〉獲《聯合報》第六屆短篇小說獎，評審葉石濤讃許為「回家的方式」新題材，該文並入選年度小說獎，評論家沈萌華以「綠樹蔭濃一院春」為題推荐。(該文迄今被各選集、報刊、雜誌轉載達十餘次)。〈曬穀埕春秋誌〉獲《中國時報》文學獎短篇小說優等獎。年內並加入由詩人向陽、張雪映、苦苓、陌上塵等人創辦之《陽光小集》詩刊。短篇小說〈雨〉發表於《現代文學》復刊號15期。
1982年，由采風出版社出版散文集《驚豔》與小說集《雪融千里》。散文〈有情篇〉入選九歌版年度散文選。發表短篇小說〈家事〉於台灣時報副刊、〈畸地〉於自立晚報副刊。
1983年：3月，應蘭亭出版社之邀，出版短篇小說集《楊桃樹》，並列入蘭亭當代文學大系。10月，長詩《春天的訊息》獲國軍文藝金像奬。年中，並發表短篇小說〈上游〉於台灣時報副刊、〈遭遇〉於春秋雜誌、〈哭泣的男人〉於自立晚報副刊、〈祕密日記〉於小說創作。當年度於各大報章雜誌發表之數篇小說、散文共達十餘萬字，為創作高峰期。
1984年，〈江山有待〉獲「國軍文藝金像獎」短篇小說第一名。發表短篇小說〈兩個爸爸，一個媽媽〉於台灣時報副刊，並入選唐文標主編「七十三年度台灣小說選」。短篇小説「狙擊手何立吾」發表於自立晚報副刊。
1985年，發表短篇小說〈夢境〉等十餘篇於聯合報副刊、中國時報人間副刊、中央日報副刊、台灣時報副刊、民眾日報副刊、文學界、現代文學等刊物。
1986年，由希代出版社印行小說集《回家的方式》。於《聯合文學》發表〈無愛〉、〈牽狗去散步〉等重要作品。由皇冠出版社印行短篇小說集《無愛》。皇冠出版社出版散文集《鄉關何處》，該文並入選九歌出版年度散文選。中篇小說〈青青子衿〉刊於青年週刊。
1987年：發表短篇小說〈我要去當國王〉、〈春衫顏色〉、〈鴿子〉、〈再版散文〉、〈國防軍冬季出擊〉等於民眾日報副刊、大華晚報副刊、皇冠雜誌等。11月，中篇小說〈顫抖的大地〉改名〈天機〉於《中央日報》連載。
1988年：中篇小說〈回家〉於中時晚報副刊連載。發表短篇小說〈關於諾貝爾〉於中央日報副刊、〈女作家的夢魘〉於自立晚報副刊、〈那個男子在海岸徘徊〉於自由時報副刊、〈同學會〉於新生報副刊。散文〈有夢策馬〉入選希代年度海峽散文選及九歌年度散文選。原名〈飛翔之鷹〉改為〈我不要回台北〉再版刊行，入選「聯合報質的排行榜」，民生報並專文推薦。
1989年，發表短篇小說〈老楊和他的女人〉於聯合報副刊，並入選希代年度海峽小說選。短篇小說〈信〉於中國時報人間副刊、〈大師的夢魘〉於聯合文學雜誌。
1990年，發表短篇小說〈桃花女子〉於聯合文學、〈情節〉於新地文學。〈巡山員老李〉於中國時報人間副刊。8萬字中篇小說〈旅程〉於《自立晚報》連載發表。
1991年：散文集《讓愛自由》由業強出版社出版。2月，短篇小說〈情節〉獲八十年度吳濁流文學奬小說創作奬正奬，並由財團法人吳濁流文學奬基金會代表人吳萬鑫暨主任委員鍾肇政頒奬。3月，短篇小說集《我要去當國王》由聯合文學出版。短篇小說〈楊桃樹〉選入國民中學第六冊國文課本第16，17課，成為繼楊逵、黃春明之後編入國中國文課本教科書的鄉土小說。
1992年4月，小說集《楊桃樹》由業強出版社增訂再版，評論家李瑞騰、姚一葦、葉石濤分別推荐序。
同月中，《台灣作家全集》短篇小說卷/戰後第三代〈履彊集〉，由評論家高天生主編，收錄〈鑼鼓歌〉、〈奔〉、〈蠱〉、〈曬鼓埕春秋誌〉、〈楊桃樹〉、〈遺棄〉、〈兩個爸爸〉、〈早晨的公園〉、〈大師的夢魘〉、〈無常〉、〈荷花與劍〉等篇，評論家齊邦媛以「飄泊與回家的文學一一觀察人生作家履彊」丶施淑教授「與現實一起成長」為本書序，全集並由作家鍾肇政撰寫總序緒言。同年10月，短篇小說〈楊桃樹〉、〈情節〉入選郭楓總編輯、鄭清文、李喬、許達然、吳晟、呂正惠編委，〈台灣當代小說精選〉第4輯（台灣新地文學、北京三聯書店分別以繁體、簡體字出版），同時入選的小説家有吳念真、宋澤萊、平路、吳錦發、保真、張大春、田雅克等人。
1993年3月，短篇小說〈老楊和他的女人〉由中華民國筆會季刊翻譯刊登於《The Chinese PEN》春季號「當代台灣文學選譯」，並由《自由中國紀事報》轉載，復經美國耶魯大學選入《Yale-China Review, Spring 1993》。7月，短篇小說〈天火〉刊登於幼獅文藝。11月，短篇小說〈都是那個祈家威〉刊登於聯合文學，為國內少數以同志為題材的文學創作，刊出後受到各方關注。
1994年1月，短篇小說集《兒女們》由聯合文學出版。3月，中央日報連載「百戰英雄」，由幼獅文化出版，並多次再版。6月，中篇小說《春風有情》由聯合文學出版。撰寫「詩小說，私小說」系列短篇，以少年軍人為題材，每週乙篇連載於自由時報副刊。短篇小說〈楊桃樹〉由教育電台錄製成教學錄影帶，廣發全國國民中學，為鄕土教學重要教材。
1995年受中華日報副刊主編應平書之邀，撰寫「新中年物語」散文專欄，每週一篇，每篇800字。
1996年擔任世界華文作家協會副秘書長暨亞洲華文作家協會秘書長，並與黃石城、李必賢、符兆祥等人，率國內作家代表團赴歐美、新加坡等地召開相關會議。
1997年繼續擔任亞洲華文作家協會秘書長。於內湖設立「作家工作室」教授文學創作課程。
出版《快樂去當兵》一書，由稻田出版社印行，為國內首部以如何當兵為題材之工具書，廣受歡迎，印行數萬冊。
1998年短篇小說〈楊桃樹〉由編劇張鳳岐製作，為公視開播首部劇情影片。
1999年11月，短篇小說集《少年軍人紀事》、散文集《新中年物語》由聯合文學出版。
2000年5月於自由時報副刊發表《在自己的城堡，有如幸福的國王》長篇散文。
2002年11月，作品《楊桃樹》由詩人張香華編選，被翻譯為塞爾維亞（南斯拉夫）文，收錄在「中國當代小說選」，〈落日〉(Zalazak Sunca)一書。本書作者包括兩岸名家魯迅、老舍、王蒙、楊逵，柏楊、聶華苓、白先勇、黃春明、李家同、履彊、鄭清文、張煒、張承志、陳建功等21位小說家，計有現當代12位、台灣7位、海外2位，編選時間跨越百年，依出生年代區分，19世紀2位、20世紀初3位、10年代1位、20年代4位、30年代5位、40年代2位、50年代4位，為塞爾維亞獨立後首部華文作家選集。本書亦同時於北京出版簡體中文版、台北出版繁體中文版，允為當代華人小說盛事。
2003年5月由印刻文學出版中篇小說集〈天機〉，收錄「天機」與「某年某月第七日」二文，前者為鄉土末世預言，後者為反共寓言小說，本書由政大教授陳芳明以「寫實主義未了」為文推薦。
2004年3月，短篇小說〈老楊和他的女人〉選入台大外文系齊邦媛、王德威教授主編的《最後的黃埔：老兵與離散的故事》，本書收錄與老兵、眷村、探親有關的散文／小說。入選文章之作者包括：孫瑋芒、朱天心、張啟疆、蕭颯、白先勇、桑品載、李黎、王幼華、張曉風、戴文采、遠人、李渝、袁瓊瓊等當代名作家。本書同年並經美國哥倫比亞大學翻譯出版為《The Last of the Whampoa Breed  Stories of the Chinese Diaspora》，〈老楊和他的女人〉由國內知名口譯專家杜南馨老師翻譯，〈Old Man Yang and His Woman〉收錄在本書第49-58頁。
8月，散文〈暗夜的行軍隊伍〉刊於聯合副刊〈故鄕的文學記憶〉專輯。
9月由印刻文學出版社出版《江山有待》小説集，收錄歷年榮獲國軍文藝金像獎中、短篇小說六篇，計有〈青青子衿〉、〈排附與我〉、〈雪融千里〉、〈生命之歌〉、〈江山有待〉、中篇小說金像奬〈春訊〉等作品，詩人汪啓疆以「軍人履彊」為文推薦。並捐贈版稅價購該書贈送國防部連隊書箱，作家段彩華、呼嘯等人並出席新書發表會。
12月出版〈走讀台灣〉系列叢書25冊，由愛書人雜誌協同印行，本系列叢書為國內首部以縣市為單元，由在地作家編撰之報導文學作品，出版後，由教育部引用為全國中、小學鄕土教學參考教材，並由教育部據以編撰為「走讀台灣」課程。
2005年1月，散文〈我的閲讀，我的文學田畝〉刊於聯合副刊。3月，散文〈少年軍人的詩生活〉於聯合副刊。詩集〈少年軍人的戀情〉，由印刻文學出版，收錄作者自1970年代迄出版前不同階段的詩作六輯，也是唯一一本詩選集，作家柏楊、詩人張香華連袂以「寶庫的鑰匙」、詩評家李瑞騰以「詩筆未禿，詩興猶濃」、散文家林文義以「意志與理念」為文推薦。
2006年6月，短篇小說集〈我要去當國王〉再版，並改名為〈老楊和他的女人〉，由小說家廖輝英以「履彊的文學和事功」為推荐序。
2008年9月，散文〈深夜，在故鄕的眠床〉於聯合報副刊。
2013年9月，聯合報文學奬30週年特載聯合副刊候延卿專訪〈履彊的意外人生〉。
2017年11月，長篇散文〈雲林故鄉的氣味嘸通嫌⋯⋯〉於聯合副刊「文學台灣」專輯刊出。
2020年9月短篇小說〈初戀〉於中國時報人間副刊、10月散文〈回想人權紀念碑破土彼日〉於中國時報人間副刊。11月散文〈走讀親園〉於人間福報副刊；短篇小說〈重逢〉於文訊雜誌刊出。
2021年1月，詩作〈詠花神祭〉刊於中國時報人間副刊。2月散文〈起風的時候〉刊登於聯合報副刊。6月長篇散文〈散赤的滋味〉於自由時報副、短篇小說〈尋找江進〉於優傳媒刊出。7月短篇小說〈家國〉於優傳媒刊出。
2021年12月，政治小說〈共和國之夢〉由聯合文學出版社出版。全書蒐錄十篇小說，諸篇各有意謂卻可彼此串連，人物延續，情節互通，又類長篇小說。
文學大師齊邦媛在《一生中的一天》裡提及老兵與離散這個主題時，曾提到「《老楊和他的女人》的作者履彊，原名蘇進強，是戰後本省子弟最資深的職業軍人之一，也是一位優秀的小說家。以他對軍中生活的了解和本土的觀點寫老楊這個老兵，在去大陸探親之後，選擇重回台灣終老的責任感與深情。英譯在中華民國筆會季刊出版後，耶魯大學的 China Review 來函要求轉載。」。
此外，在前衛出版社出版的《臺灣作家全集》《履彊集》中，為本書作序的淡江大學中文系榮譽教授施淑提到「在鄉土文學論戰後崛起的台灣作家中，履彊是生活經驗比較特殊的一位。一方面，他生長於迄今仍保留農業生產特色的雲林地區，泥土的氣息，鄉野的風息，對於他可以說是不假外求的，與生俱來的東西。另一方面，曾經是職業軍人的他，軍旅生活給予他一般作家無由企及的生命形態和寫作材料。這兩重因素，造就了履彊小說創作的獨特風貌，也為他博得評論家稱道的『軍人魂與鄉土情懷』的讚譽。」。齊邦媛在為本書總結時，她以「飄泊與回家的文學」作為她對履彊作品集觀察的結論，她說：「用『鄉土作家』或『軍中作家』來稱呼四十歲的履彊是不夠妥切的。鄉土和軍旅經驗都有某種程度的限制性，同時也有形象與心態的矛盾性。由作品看，在寫作近二十年後，履彊已漸跨出這兩個範疇，走向『人生作家』的境界。」。
2021年12月出版的政治小說《共和國之夢》，中央大學中文系教授李瑞騰認為，過去台灣的政治小說，寫二二八，寫威權體制下的白色恐怖與反抗運動，履彊寫的新政治小說，對象包含民進黨、第三勢力、本土政黨，這在過去是沒有的。顯然，履彊已開啟了台灣政治小說的新視野。

## 著作
| 出版時間   | 書名                                                                        | 叢書名                                | 出版社                       | 種類     |
| 1978年4月  | 《飛翔之鷹》                                                                | 皇冠叢第書526種                       | 皇冠出版社                   | 散文     |
| 1978年7月  | 《紛飛》                                                                    | 德馨文選6                             | 德馨室出版社                 | 散文     |
| 1978年7月  | 《鄉垣近事》                                                                | 德馨文選5                             | 德馨室出版社                 | 散文     |
| 1981年12月 | 《鑼鼓歌──履彊小說集》                                                      | 蓬萊書系14                            | 蓬萊出版社                   | 小說     |
| 1982年7月  | 《驚豔──履彊散文精選集》                                                    | 草原文庫25                            | 采風出版社                   | 散文     |
| 1982年7月  | 《雪融千里》                                                                | 草原文庫26                            | 采風出版社                   | 散文     |
| 1983年3月  | 《楊桃樹》                                                                  | 蘭亭當代文學大系10                    | 蘭亭書店                     | 小說     |
| 1986年10月 | 《鄉關何處》                                                                | 皇冠叢書第1301種                      | 皇冠出版社                   | 散文     |
| 1986年11月 | 《無愛》                                                                    | 皇冠叢書第1288種                      | 皇冠出版社                   | 散文     |
| 1991年1月  | 《讓愛自由》                                                                | 文學風情17                            | 業強出版社                   | 散文     |
| 1991年3月  | 《我要去當國王》                                                            | 聯合文學049；聯合文叢036              | 聯合文學出版社               | 散文     |
| 1991年6月  | 《某年某月──第七日》                                                        |                                       | 自立晚報社                   | 散文     |
| 1991年6月  | 《真正的富裕、合理的規範、有花香的和風等11冊》                              | 社會倫理系列                          | 行政院文化建設委員會         | 論文編著 |
| 1991年10月 | 《風骨嶙峋──臺灣反抗運動先驅蔡培火傳》                                      | 近代中國叢書：先烈先賢傳記叢刊        | 近代中國出版社               | 傳記     |
| 1992年4月  | 《楊桃樹》增訂再版                                                          | 文學風情46                            | 業強出版社                   | 小說     |
| 1992年4月  | 《履彊集》                                                                  | 臺灣作家全集．短篇小說卷／戰後第三代3 | 前衛出版社                   | 作品合集 |
| 1994年1月  | 《兒女們》                                                                  | 聯合文學083；聯合文叢063              | 聯合文學出版社               | 散文     |
| 1994年3月  | 《百戰英雄》                                                                | 名家廣場4                             | 幼獅文化公司                 | 傳記     |
| 1994年6月  | 《春風有情》                                                                | 聯合文學092；聯合文叢072              | 聯合文學出版社               | 散文     |
| 1995年6月  | 《臺海安全與國防改革》                                                      | 智庫叢書46                            | 業強出版社                   | 國防軍事 |
| 1996年1月  | 《國軍兵力結構與臺海安全》(合著)                                            | 智庫叢書48                            | 業強出版社                   | 國防軍事 |
| 1997年4月  | 《軍隊與社會》(合著)                                                        | 智庫叢書53                            | 業強出版社                   | 國防軍事 |
| 1997年6月  | 《做個快樂大兵》                                                            | 軍武叢書ML02                          | 稻田出版公司                 | 國防軍事 |
| 1999年9月  | 《歡喜新台灣》 (主編)                                                       |                                       | 允晨文化實業股份有限公司     | 論文編著 |
| 1999年11月 | 《少年軍人紀事》                                                            | 聯合文學201；聯合文叢175              | 聯合文學出版社               | 散文     |
| 1999年11月 | 《新中年物語》                                                              | 聯合文學202；聯合文叢176              | 聯合文學出版社               | 散文     |
| 1999年12月 | 《建構精實先進的國防政策》(合著)                                            |                                       | 中國國民黨中央政策研究工作會 | 國防軍事 |
| 2002年9月  | 《911事件後全球戰略評估》(主編)                                             | 歐亞基金會叢書                        | 臺灣英文新聞                 | 國防軍事 |
| 2002年9月  | 《美國反恐戰爭 : 臺灣觀點》(主編)                                           | 歐亞基金會叢書                        | 臺灣英文新聞                 | 國防軍事 |
| 2003年5月  | 《天機》                                                                    | 文學叢書36                            | 印刻出版公司                 | 散文     |
| 2003年9月  | 《全球化下的臺海安全 / Taiwan strait security in the era of globalization》 | POLIS 系列23                          | 揚智文化                     | 國防軍事 |
| 2004年9月  | 《江山有待》                                                                | 文學叢書66                            | 印刻出版公司                 | 散文     |
| 2005年3月  | 《少年軍人的戀情》                                                          | 文學叢書81；印刻文學81                | 印刻出版公司                 | 散文     |
| 2006年9月  | 《老楊和他的女人》                                                          | 聯合文學402；聯合文叢359              | 聯合文學出版社               | 小說     |
| 2012年7月  | 《軌變 : 島嶼思維的(臺灣當代水墨展) = Track change》 (總編輯)               |                                       | 臺灣文化會館基金會           | 當代藝術 |
| 2021年12月 | 《共和國之夢》                                                              | 聯合文叢690                           | 聯合文學出版社               | 小說     |

## 外部連結
- 台灣文化會館基金會 蘇進強簡介 （页面存档备份，存于）
- 台灣文學網 履彊簡介 （页面存档备份，存于）

| 政党职务                           | 政党职务                                              | 政党职务                           |
| ---------------------------------- | ----------------------------------------------------- | ---------------------------------- |
| 台灣團結聯盟                       |                                                       |                                    |
| 前任： 黃宗源（代理） 正任：黃主文 | 台灣團結聯盟主席 第二任 2005年1月10日－2006年12月25日 | 繼任： 林志嘉（代理） 正任：黃昆輝 |